# Gymnosporia crassifolia
Gymnosporia crassifolia är en benvedsväxtart som beskrevs av Charles-Joseph Marie Pitard. Gymnosporia crassifolia ingår i släktet Gymnosporia och familjen Celastraceae. Inga underarter finns listade.